# Edwin Hugo Mena
Edwin Hugo Mena Mejía (Quito) es un dramaturgo y poeta ecuatoriano.

## Biografía
Nació en la ciudad de Quito, provincia de Pichincha, sus padres fueron Hugo Mena y Julia Mejía. Obtuvo su título de Ingeniero Civil en la Universidad Central del Ecuador. Su inquietud por el arte lo llevó posteriormente a la Facultad de Artes de la misma Universidad, donde se inició en la Escuela de Teatro.

## Trayectoria literaria
Desde sus días como estudiante de bachillerato en el Colegio Nacional Juan Pío Montúfar, cultivó su pasión por la poesía y radio teatro, colaborando con compañeros con la misma afición.
En el ámbito teatral con obras como, La plaga, logra el tercer lugar en el Cuarto Concurso de Textos Teatrales Infanto-juveniles Lourdes Chiriboga Chalco en 2021, organizado por la Corporación Profesional de Artes Escénicas en Quito.
En 2022, su obra Memorias de cafeína, gana la convocatoria en dramaturgia del Pichincha en libros 2022, un reconocimiento otorgado por el Núcleo Pichincha de la Casa de la Cultura Ecuatoriana. En 2023, la misma obra le hizo merecedor del prestigioso Premio Joaquín Gallegos Lara en la categoría teatro, un honor conferido por el Municipio de Quito.
En el ámbito de la poesía, el año 2023 con el poemario Calzando espejismos, recibe una mención de honor en V Concurso Nacional de Poesía David Ledesma. Este reconocimiento fue otorgado por el Centro Cultural Medardo Ángel Silva de la ciudad de Guayaquil.

## Obras

### Dramaturgia
- Memorias de cafeína[7] (2019)
- La plaga (2020)

### Poesía
- Calzando espejismos (2019)

### Microtextos
- Antologías[8] [9][10][11][12]